# Paduano (cognome)
Paduano è un cognome di lingua italiana. Il nome è più frequentemente trovato nella regione italiana della Campania, seguita del Lazio e della Lombardia.

## Persone
- Guido Paduano (1944–), filologo, accademico e saggista italiano
- Nando Paduano (1946–2015), cantante italiano